# Martin Hill
Martin Hill é um especialista em efeitos especiais. Como reconhecimento, foi nomeado ao Oscar 2013 na categoria de Melhores Efeitos Visuais por Prometheus.